# جيف ووكر (لاعب هوكي الجليد)
جيف ووكر (بالإنجليزية: Geoff Walker)‏ (و. 1987  م) هو لاعب هوكي الجليد كندي، ولد في تشارلوت تاون.

## روابط خارجية
- جيف ووكر على موقع دوري الهوكي الوطني (الإنجليزية)
- جيف ووكر على موقع EliteProspects.com (الإنجليزية)
- جيف ووكر على موقع Eurohockey.com (الإنجليزية)
- جيف ووكر على موقع HockeyDB.com (الإنجليزية)